# Ocypode pauliani
Ocypode pauliani is een krabbensoort uit de familie van de Ocypodidae. De wetenschappelijke naam van de soort is voor het eerst geldig gepubliceerd in 1965 door Crosnier.